# Elezioni regionali in Abruzzo del 2019
Le elezioni regionali in Abruzzo del 2019 si sono tenute il 10 febbraio. Sono state anticipate di qualche mese in seguito alle dimissioni del Presidente della Regione Luciano D'Alfonso (PD) presentate il 9 agosto 2018 e allo scioglimento del consiglio regionale avvenuto il successivo 16 agosto.

## Antefatti
Nelle elezioni del 4 marzo 2018 il Presidente della Regione Luciano D'Alfonso è stato eletto senatore. Si è dimesso da Presidente della Giunta il successivo 9 agosto, dopo la convalida della sua elezione da parte della Giunta delle elezioni e delle immunità del Senato, a causa dell'incompatibilità tra le due cariche. Dopo le dimissioni, il Vicepresidente della regione Giovanni Lolli (PD) è divenuto Presidente vicario.
Dopo circa un mese dal suo insediamento, Lolli ha tenuto un incontro con il Presidente del Consiglio regionale Giuseppe Di Pangrazio (PD) e la Presidente della Corte d'appello dell'Aquila Ida Francabandera, nel quale si è scelta come data delle elezioni domenica 10 febbraio 2019, nonostante le proteste delle opposizioni. Il centro-destra ha subito annunciato ricorso al TAR.

## Legge elettorale
Le elezioni regionali in Abruzzo sono disciplinate da una norma nazionale, valida per tutte le regioni a statuto ordinario (Legge Tatarella) e da una legge regionale, la n. 9 del 2 aprile 2013, che ha abolito il voto disgiunto e il listino, introducendo anche una soglia di sbarramento.
L'unica modifica rispetto alle precedenti elezioni consiste nella doppia preferenza di genere.

### Sistema elettorale
Sia il Presidente della Regione sia i membri del Consiglio regionale (30 più il Presidente) sono eletti a suffragio universale.
Diventa governatore il candidato che ottiene la maggioranza dei voti validi a livello regionale. Questi deve essere collegato ad una lista o ad una coalizione - in questo caso la legge parla di Patto di coalizione - in corsa per il Consiglio regionale. Alla lista (o alla coalizione) del presidente eletto viene, quindi, attribuita una maggioranza compresa tra il 60% e il 65% dei seggi.
L'elezione del Consiglio, invece, prevede una competizione tra liste, presentate all'interno delle quattro circoscrizioni abruzzesi, coincidenti con le quattro province della Regione.
La circoscrizione di Chieti elegge otto consiglieri, mentre quelle di Pescara, L'Aquila e Teramo sette ciascuna. Entrano di diritto nel consiglio regionale il Presidente della Giunta ed il candidato presidente arrivato secondo.
Il sistema elettorale è un proporzionale, con soglia di sbarramento al 4% per le liste non coalizzate e al 2% per quelle inserite in una coalizione.

### Modalità di voto
Gli elettori votano le due cariche su un'unica scheda. Sono possibili le seguenti modalità:
- Voto alla sola lista circoscrizionale, che si considera estesa anche al candidato presidente collegato. In questa circostanza è possibile anche esprimere due preferenze per due candidati consigliere, purché siano di genere diverso, indicandone il cognome o il nome e cognome;
- Voto al solo candidato presidente;
- Voto al candidato presidente e ad una lista circoscrizionale. Non è possibile, tuttavia, effettuare il cosiddetto voto disgiunto, ragione per cui l'elettore non può scegliere un candidato presidente e una lista circoscrizionale ad esso non collegata.

## Candidati e liste

### Centro-sinistra
Il 13 settembre il sindaco di Francavilla al Mare Antonio Luciani si è dimesso dalla sua carica per candidarsi alla presidenza della regione per il centro-sinistra. Le dimissioni sono state ritirate dal sindaco stesso il successivo 3 ottobre.
Il 10 dicembre l'ex vicepresidente del Consiglio superiore della magistratura Giovanni Legnini ha annunciato la sua candidatura alla presidenza della giunta regionale in seguito all'appello firmato da diversi sindaci abruzzesi.
Le liste che sostengono Legnini sono: 
1. Legnini Presidente;
2. Abruzzo in comune;
3. Centristi per l'Europa-Solidali e Popolari per Legnini;
4. Progressisti con Legnini-Sinistra Abruzzo-LeU;
5. Avanti Abruzzo-Italia dei Valori;[8]
6. Abruzzo insieme-Abruzzo Futuro;
7. Partito Democratico;
8. +Abruzzo-Solidale Liberale Popolare Sostenibile con Legnini.[9]

### Centro-destra
Il 10 agosto il deputato e segretario regionale della Lega Giuseppe Bellachioma ha annunciato che il suo partito sarebbe corso da solo alle regionali. Il segretario federale Matteo Salvini, però, ha smentito il successivo 19 settembre, al termine di una cena con il leader di Forza Italia Berlusconi, e ha annunciato una candidatura unitaria con FI e Fratelli d'Italia. Il sindaco di Chieti Umberto Di Primio il 14 settembre si era dimesso per correre alla presidenza, quando Forza Italia stava analizzando la sua possibile candidatura, congiuntamente con quelle dei consiglieri regionali uscenti Mauro Febbo e Paolo Gatti. 
Nel vertice della coalizione di centro-destra del 20 settembre (noto come Patto del Babà) si è deciso però che sarebbe stato Fratelli d'Italia a scegliere il candidato presidente. Di Primio, quindi, ritira le dimissioni il 4 ottobre. Dopo il vertice milanese del 30 novembre, il vicepresidente del Senato Ignazio La Russa ha ufficializzato la candidatura di Marco Marsilio a presidente.
Le liste che sostengono Marsilio sono:
1. Fratelli d'Italia - Marsilio Presidente;
2. Lega Salvini Abruzzo;
3. Forza Italia;
4. Azione Politica;
5. UDC - DC - IDeA;

### Movimento 5 Stelle
Il Movimento 5 Stelle ha deciso di correre da solo. Il 6 settembre, tramite le regionarie, gli iscritti del M5S Abruzzo hanno scelto i candidati al consiglio regionale e il successivo 12 settembre è stato scelto il candidato presidente, Sara Marcozzi (candidata già nel 2014), che ha prevalso su Marco Cipolletti.

### Altri candidati
- Il 12 novembre l'ex deputato Fabrizio Di Stefano annuncia la sua candidatura alla presidenza della giunta regionale sostenuto da alcune liste civiche liberali facenti parte del progetto Civiche per l'Abruzzo.[16] Tuttavia, l'8 gennaio 2019 Di Stefano rinuncia alla candidatura vista l'impossibilità di convergere con il centro-destra.[17]
- Il 14 dicembre, l'avvocato Stefano Flajani annuncia la sua candidatura sostenuto da CasaPound Italia.[18]
- Il Segretario Nazionale di Rifondazione Comunista Maurizio Acerbo ha annunciato la propria candidatura a capo della lista L'Altro Abruzzo con Acerbo cui facevano parte Rifondazione Comunista e Sinistra Anticapitalista che non è però riuscita a raccogliere le firme necessarie per poter essere presente sulla scheda elettorale. [19]

## Sondaggi
| Data rilevazione | Istituto         | Marco Marsilio | Marco Marsilio | Marco Marsilio | Marco Marsilio | Marco Marsilio | Marco Marsilio | Giovanni Legnini | Giovanni Legnini | Giovanni Legnini | Giovanni Legnini | Sara Marcozzi      | Stefano Flajani  | Fabrizio Di Stefano (ritirato) |
| Data rilevazione | Istituto         | Centro-destra  | Centro-destra  | Centro-destra  | Centro-destra  | Centro-destra  | Centro-destra  | Centro-sinistra  | Centro-sinistra  | Centro-sinistra  | Centro-sinistra  | Movimento 5 Stelle | CasaPound Italia | Liste civiche                  |
| Data rilevazione | Istituto         | Lega           | FI             | FdI            | UdC            | Altri          | Totale         | PD               | LeU              | Altri            | Totale           | Movimento 5 Stelle | CasaPound Italia | Liste civiche                  |
| ---------------- | ---------------- | -------------- | -------------- | -------------- | -------------- | -------------- | -------------- | ---------------- | ---------------- | ---------------- | ---------------- | ------------------ | ---------------- | ------------------------------ |
| 25 gennaio       | SWG              | 21,6           | 9,0            | 5,3            | 2,8            | 0,3            | 39,0           | 13,2             | 2,9              | 12,1             | 28,2             | 32,2               | 0,6              | non indicato                   |
| 25 gennaio       | Affaritaliani.it | 23,0           | 8,0            | 6,0            | 1,0            | 3,0            | 41,0           | 12,0             | 1,0              | 12,0             | 25,0             | 33,0               | 1,0              | non indicato                   |
| 27 novembre      | SWG              | 20,9           | 11,3           | 5,5            | 1,4            | 1,9            | 41,0           | 11,8             | 2,5              | 4,2              | 18,5             | 36,2               | non indicato     | 4,3                            |
| 22 novembre      | Quorum-YouTrend  | non indicato   | non indicato   | non indicato   | non indicato   | non indicato   | 32,0           | non indicato     | non indicato     | non indicato     | 30,0             | 32,0               | non indicato     | 5,0                            |
| 23 settembre     | Tecnè            | 23,6           | 13,4           | 4,6            | 1,7            | non indicato   | 43,3           | 12,4             | 2,4              | non indicato     | 14,8             | 38,8               | non indicato     | 2,9                            |
| 20 luglio        | [ CRM Solutions] | 20,8           | 5,7            | 2,7            | 0,5            | 7,3            | 37,0           | 21,2             | 1,9              | 1,8              | 24,9             | 38,1               | non indicato     | non indicato                   |

| Data rilevazione | Istituto        | Marco Marsilio | Giovanni Legnini | Sara Marcozzi | Altri |
| ---------------- | --------------- | -------------- | ---------------- | ------------- | ----- |
| 25 gennaio       | SWG             | 37,0           | 30,0             | 32,0          | 1,0   |
| 22 novembre      | Quorum-YouTrend | 37,5           | 23,0             | 35,0          | 4,5   |

## Affluenza
Il corpo elettorale è stato di 1 211 204 elettori. L'affluenza si è attestata poco sopra al 53%, in calo di più dell'8% rispetto alla precedente consultazione.
| Area     | Corpo elettorale | Affluenza | Affluenza | Affluenza | Affluenza | Affluenza | Affluenza | Affluenza    | Affluenza      |
| Area     | Corpo elettorale | h 12:00   | prec.     | h 19:00   | prec.     | h 23:00   | prec.     | Var. da 2014 | Totale votanti |
| -------- | ---------------- | --------- | --------- | --------- | --------- | --------- | --------- | ------------ | -------------- |
| Abruzzo  | 1 211 204        | 13,42%    | 15,92%    | 43,00%    | 45,10%    | 53,11%    | 61,55%    | 8,44%        | 643 287        |
| Chieti   | 379 953          | 13,17%    | 15,48%    | 40,46%    | 42,77%    | 50,19%    | 57,57%    | 7,39%        | 190 690        |
| L'Aquila | 272 776          | 13,01%    | 13,13%    | 44,56%    | 40,68%    | 54,71%    | 57,10%    | 2,40%        | 149 229        |
| Pescara  | 285 803          | 14,13%    | 17,57%    | 43,98%    | 47,55%    | 54,77%    | 65,43%    | 10,66%       | 156 537        |
| Teramo   | 272 672          | 13,45%    | 17,64%    | 43,96%    | 50,33%    | 53,85%    | 67,61%    | 13,77%       | 146 831        |

## Risultati
|                                                                 | Marco Marsilio ✔️ Presidente                                    | 299 949                                                         | 48,03 | Lega                | 165 008 | 27,53 | 10 |  |  |
| Forza Italia                                                    | Marco Marsilio ✔️ Presidente                                    | 299 949                                                         | 48,03 | 54 223              | 9,05    | 3     |    |  |  |
| Fratelli d'Italia                                               | Marco Marsilio ✔️ Presidente                                    | 299 949                                                         | 48,03 | 38 894              | 6,49    | 2     |    |  |  |
| Azione Politica                                                 | Marco Marsilio ✔️ Presidente                                    | 299 949                                                         | 48,03 | 19 446              | 3,24    | 1     |    |  |  |
| Unione di Centro - IDeA - NcI - DC                              | Marco Marsilio ✔️ Presidente                                    | 299 949                                                         | 48,03 | 17 308              | 2,89    | 1     |    |  |  |
|                                                                 | Giovanni Legnini                                                | 195 394                                                         | 31,29 | Partito Democratico | 66 769  | 11,14 | 3  |  |  |
| Legnini Presidente                                              | Giovanni Legnini                                                | 195 394                                                         | 31,29 | 33 277              | 5,55    | 1     |    |  |  |
| Abruzzo in Comune - Regione Facile                              | Giovanni Legnini                                                | 195 394                                                         | 31,29 | 23 168              | 3,87    | 1     |    |  |  |
| Progressisti - Liberi e Uguali                                  | Giovanni Legnini                                                | 195 394                                                         | 31,29 | 16 614              | 2,77    | –     |    |  |  |
| Abruzzo Insieme - Abruzzo Futuro                                | Giovanni Legnini                                                | 195 394                                                         | 31,29 | 16 055              | 2,68    | –     |    |  |  |
| +Abruzzo - Centro Democratico                                   | Giovanni Legnini                                                | 195 394                                                         | 31,29 | 14 198              | 2,37    | –     |    |  |  |
| Centristi X l'Europa                                            | Giovanni Legnini                                                | 195 394                                                         | 31,29 | 7 938               | 1,32    | –     |    |  |  |
| Avanti Abruzzo - Italia dei Valori (incl. PSI)                  | Giovanni Legnini                                                | 195 394                                                         | 31,29 | 5 611               | 0,94    | –     |    |  |  |
| Seggio assegnato al candidato presidente classificatosi secondo | Seggio assegnato al candidato presidente classificatosi secondo | Seggio assegnato al candidato presidente classificatosi secondo | 31,29 | 1                   |         |       |    |  |  |
|                                                                 | Sara Marcozzi                                                   | 126 165                                                         | 20,20 | Movimento 5 Stelle  | 118 287 | 19,74 | 7  |  |  |
|                                                                 | Stefano Flajani                                                 | 2 974                                                           | 0,48  | CasaPound Italia    | 2 560   | 0,43  | –  |  |  |
| Totale                                                          | Totale                                                          | 624 482                                                         | 100   |                     | 599 356 | 100   | 30 |  |  |
|                                                                 |                                                                 |                                                                 |       |                     |         |       |    |  |  |
| Schede bianche                                                  | Schede bianche                                                  | 6 057                                                           | 0,94  |                     |         |       |    |  |  |
| Schede nulle                                                    | Schede nulle                                                    | 12 748                                                          | 1,98  |                     |         |       |    |  |  |
| Votanti                                                         | Votanti                                                         | 643 287                                                         | 53,11 |                     |         |       |    |  |  |
| Elettori                                                        | Elettori                                                        | 1 211 204                                                       |       |                     |         |       |    |  |  |

| Lega                               |  | 27,53% | Nuovo   |
| Movimento 5 Stelle                 |  | 19,74% | ▼ 1,62  |
| Partito Democratico                |  | 11,14% | ▼ 14,27 |
| Forza Italia                       |  | 9,05%  | ▼ 7,63  |
| Fratelli d'Italia                  |  | 6,49%  | ▲ 3,58  |
| Legnini Presidente                 |  | 5,55%  | Nuovo   |
| Abruzzo in Comune - Regione Facile |  | 3,86%  | Nuovo   |
| Azione Politica                    |  | 3,24%  | Nuovo   |
| Altri <3,00%                       |  | 13,43% | ▲ 0,09  |

## Consiglieri eletti
| Nome                        | Lista                                    | Coalizione         | Circoscrizione                        | Preferenze                            |
| --------------------------- | ---------------------------------------- | ------------------ | ------------------------------------- | ------------------------------------- |
| Marco Marsilio              | Fratelli d'Italia                        | Centro-destra      | Presidente eletto                     | Presidente eletto                     |
| Pietro Quaresimale          | Lega                                     | Centro-destra      | Teramo                                | 8.838                                 |
| Emanuele Imprudente         | Lega                                     | Centro-destra      | L'Aquila                              | 8.794                                 |
| Emiliano Di Matteo          | Lega                                     | Centro-destra      | Teramo                                | 8.477                                 |
| Nicola Campitelli           | Lega                                     | Centro-destra      | Chieti                                | 8.160                                 |
| Vincenzo D'Incecco          | Lega                                     | Centro-destra      | Pescara                               | 6.681                                 |
| Antonio Di Gianvittorio     | Lega                                     | Centro-destra      | Teramo                                | 6.188                                 |
| Nicoletta Verì              | Lega                                     | Centro-destra      | Pescara                               | 4.934                                 |
| Manuele Marcovecchio        | Lega                                     | Centro-destra      | Chieti                                | 4.305                                 |
| Angelo Simone Angelosante   | Lega                                     | Centro-destra      | L'Aquila                              | 3.872                                 |
| Sabrina Bocchino            | Lega                                     | Centro-destra      | Chieti                                | 3.777                                 |
| Lorenzo Sospiri             | Forza Italia                             | Centro-destra      | Pescara                               | 6.012                                 |
| Umberto D'Annuntiis         | Forza Italia                             | Centro-destra      | Teramo                                | 5.569                                 |
| Mauro Febbo                 | Forza Italia                             | Centro-destra      | Chieti                                | 5.553                                 |
| Guido Quintino Liris        | Fratelli d'Italia                        | Centro-destra      | L'Aquila                              | 6.168                                 |
| Guerino Testa               | Fratelli d'Italia                        | Centro-destra      | Pescara                               | 2.743                                 |
| Roberto Santangelo          | Azione Politica                          | Centro-destra      | L'Aquila                              | 2.645                                 |
| Marianna Scoccia            | Unione di Centro - Dem. Cristiana - IdEA | Centro-destra      | L'Aquila                              | 5.257                                 |
| Giovanni Legnini            | Indipendente                             | Centro-sinistra    | Candidato Presidente arrivato secondo | Candidato Presidente arrivato secondo |
| Silvio Paolucci             | Partito Democratico                      | Centro-sinistra    | Chieti                                | 6.349                                 |
| Dino Pepe                   | Partito Democratico                      | Centro-sinistra    | Teramo                                | 5.413                                 |
| Antonio Blasioli            | Partito Democratico                      | Centro-sinistra    | Pescara                               | 3.763                                 |
| Americo Di Benedetto        | Legnini Presidente                       | Centro-sinistra    | L'Aquila                              | 4.041                                 |
| Sandro Mariani              | Abruzzo in Comune - Regione Facile       | Centro-sinistra    | Teramo                                | 4.109                                 |
| Domenico Pettinari          | Movimento 5 Stelle                       | Movimento 5 Stelle | Pescara                               | 9.563                                 |
| Sara Marcozzi               | Movimento 5 Stelle                       | Movimento 5 Stelle | Chieti                                | 6.535                                 |
| Pietro Smargiassi           | Movimento 5 Stelle                       | Movimento 5 Stelle | Chieti                                | 3.325                                 |
| Francesco Taglieri Sclocchi | Movimento 5 Stelle                       | Movimento 5 Stelle | Chieti                                | 3.094                                 |
| Giorgio Fedele              | Movimento 5 Stelle                       | Movimento 5 Stelle | L'Aquila                              | 2.875                                 |
| Barbara Stella              | Movimento 5 Stelle                       | Movimento 5 Stelle | Pescara                               | 2.282                                 |
| Marco Cipolletti            | Movimento 5 Stelle                       | Movimento 5 Stelle | Teramo                                | 2.182                                 |

## Galleria d'immagini

Distacco tra il primo e il secondo candidato